# Língua musical
Línguas musicais são linguagens baseadas em sons musicais em vez de articulação verbal. Elas podem ser categorizadas como línguas artificiais e como línguas assobiadas. As ultimas dependem de uma língua articulada subjacente, em uso prático em várias culturas como um meio de comunicação através das distâncias ou como um código secreto. O conceito místico de uma língua dos pássaros une as duas categorias, posto que alguns autores línguas a priori especularam sobre uma origem mística ou primeva das línguas assobiadas.